# Torneo Apertura 2017 (Paraguay)
El Torneo Apertura 2017 (también llamado Copa de Primera - Tigo - Visión Banco, por motivos de patrocinio), denominado «Don Mario A. Sapriza», fue el centésimo décimo sexto campeonato oficial de Primera División y fue organizado por la Asociación Paraguaya de Fútbol (APF). Comenzó el 3 de febrero y finalizó el 24 de junio.
El Club Libertad ganó su campeonato número 20 en la División de Honor del fútbol paraguayo.

## Sistema de competición
Como en temporadas anteriores, el modo de disputa se mantuvo bajo el sistema de todos contra todos con partidos de ida y vuelta, unos como local y otros como visitante a lo largo de dos rondas de once jornadas cada una. Es campeón el equipo que acumula la mayor cantidad de puntos al término de las 22 fechas.
En caso de igualdad de puntos entre dos contendientes se define el título en un partido extra. De existir más de dos en disputa se toman en cuenta los siguientes parámetros:
1) saldo de goles;
2) mayor cantidad de goles marcados;
3) mayor cantidad de goles marcados en condición de visitante;
4) sorteo.

## Equipos participantes
El campeonato contó con la participación de doce equipos. Los únicos que han disputado todas las temporadas de esta categoría (también conocida como División de Honor) son Olimpia y Guaraní. Igualmente, los clubes Cerro Porteño, General Díaz y Deportivo Capiatá nunca han descendido desde sus ingresos, en 1913 y 2013, respectivamente.

### Datos de los clubes
| Equipo              | Entrenador         | Fundación                | Ciudad      | Estadio             | Capacidad |
| ------------------- | ------------------ | ------------------------ | ----------- | ------------------- | --------- |
| Cerro Porteño       | Jorge Núñez        | 1 de octubre de 1912     | Asunción    | General Pablo Rojas | 47 500    |
| Deportivo Capiatá   | Nelson Bernal      | 4 de septiembre de 2008  | Capiatá     | Lic. Erico Galeano  | 15 000    |
| General Díaz        | Aldo Bobadilla     | 22 de septiembre de 1917 | Luque       | General Adrián Jara | 3300      |
| Guaraní             | Daniel Garnero     | 12 de octubre de 1903    | Asunción    | Rogelio Livieres    | 8000      |
| Independiente (CG)  | Celso Ayala        | 20 de septiembre de 1925 | Asunción    | Ricardo Gregor      | 3500      |
| Libertad            | Fernando Jubero    | 30 de julio de 1905      | Asunción    | Dr. Nicolás Leoz    | 10 000    |
| Nacional            | Roberto Torres     | 5 de junio de 1904       | Asunción    | Arsenio Erico       | 7000      |
| Olimpia             | Ever Almeida       | 25 de julio de 1902      | Asunción    | Manuel Ferreira     | 15 500    |
| Rubio Ñu            | Víctor Genes       | 24 de agosto de 1913     | Asunción    | La Arboleda         | 8000      |
| Sol de América      | Fernando Ortiz     | 22 de marzo de 1909      | Villa Elisa | Luis Alfonso Giagni | 10 000    |
| Sportivo Luqueño    | Javier Sanguinetti | 1 de mayo de 1921        | Luque       | Feliciano Cáceres   | 27 000    |
| Sportivo Trinidense | Diego Gavilán      | 11 de agosto de 1935     | Asunción    | Martín Torres       | 3000      |

### Relevo de plazas
| Ascendidos a la Primera División                               |
| -------------------------------------------------------------- |
| Independiente de Campo Grande (Campeón de División Intermedia) |
| Sportivo Trinidense (Subcampeón de Intermedia)                 |

| Descendidos a División Intermedia       |
| --------------------------------------- |
| General Caballero ZC (2º peor promedio) |
| River Plate (Peor promedio)             |

### Distribución geográfica
La mayoría de clubes se concentra en la capital del país, mientras que el resto se sitúa, no muy lejos, en ciudades del departamento Central. Se incluye al estadio Defensores del Chaco, propiedad de la Asociación Paraguaya de Fútbol, debido a que dicho escenario suele ser utilizado en numerosas ocasiones por equipos que optan oficiar ahí de local.
- Nota 1: La sede social y administrativa del club Sol de América se encuentra en Barrio Obrero, Asunción, colindante a las de Cerro Porteño y Nacional, pero su campo de juego se ubica en Villa Elisa donde hace de locatario desde 1985.

- Nota 2: De manera excepcional, por la fecha 18 los equipos de Rubio Ñu y Olimpia animaron un encuentro en el estadio Antonio Aranda de Ciudad del Este.[2]

- Nota 3: El Club Cerro Porteño no usufructuó su escenario deportivo durante este torneo por encontrarse en etapa de remodelación. En su lugar trasladó sus partidos como local al Defensores del Chaco.

Mapa del departamento Central
Resaltan en anaranjado las ciudades que forman parte del Gran Asunción.
Mapa de Asunción
| Región/Ciudad        | Cantidad | Equipos                                                                                                 |
| -------------------- | -------- | --- |
| Asunción             | 8        | Cerro Porteño, Guaraní, Independiente (CG), Libertad, Nacional, Olimpia, Rubio Ñu, Sportivo Trinidense. |
| Departamento Central | 4        | Deportivo Capiatá, General Díaz, Sol de América, Sportivo Luqueño.                                      |

### Cupo de extranjeros
Los equipos tienen un límite máximo de hasta tres (3) jugadores extranjeros para alinear en el campo de juego.

### Jugadores categoría Sub-19
De forma obligatoria, cada equipo debió incluir en la planilla oficial de todos los partidos como mínimo un (1) jugador de nacionalidad paraguaya nacido hasta 1998. Contrario a ligas de otros países, en este caso el reglamento no contempla una cantidad mínima de minutos a permanecer el juvenil en cancha, por lo que el entrenador puede disponer su sustitución en cualquier momento del juego.

### Cambio de entrenadores
| Equipos             | DT. saliente            | Cese          | Fechas dirigidas | DT. entrante       | Designación   |
| ------------------- | ----------------------- | ------------- | ---------------- | ------------------ | ------------- |
| Rubio Ñu            | Carlos Humberto Paredes | 14 de febrero | 1 y 2            | Víctor Genes       | 14 de febrero |
| Olimpia             | Pablo Repetto           | 24 de febrero | 1 y 3            | Mauro Caballero    | 24 de febrero |
| Sportivo Luqueño    | Héctor Marecos          | 25 de febrero | 1, 3 y 4         | Adrián Coria       | 25 de febrero |
| Cerro Porteño       | Gustavo Florentín       | 6 de marzo    | 1 al 5           | Félix Darío León   | 6 de marzo    |
| Sportivo Trinidense | Juan Daniel Cáceres     | 6 de marzo    | 1 al 5           | Daniel Farrar      | 6 de marzo    |
| Nacional            | Ever Almeida            | 19 de marzo   | 1 al 7           | Roberto Torres     | 19 de marzo   |
| Cerro Porteño       | Félix Darío León        | 19 de marzo   | 6 y 7            | Gustavo Matosas    | 19 de marzo   |
| Sportivo Trinidense | Daniel Farrar           | 3 de abril    | 6 al 10          | Carlos Morales     | 3 de abril    |
| Deportivo Capiatá   | Diego Gavilán           | 8 de abril    | 1 al 11          | Héctor Marecos     | 8 de abril    |
| Sportivo Trinidense | Carlos Morales          | 9 de abril    | 11               | Ever Almeida       | 9 de abril    |
| Sportivo Luqueño    | Adrián Coria            | 10 de abril   | 2, 5 al 11       | Héctor Schönhauser | 10 de abril   |
| Olimpia             | Mauro Caballero         | 12 de mayo    | 2, 4 al 15       | Ever Almeida       | 12 de mayo    |
| Sportivo Trinidense | Ever Almeida            | 12 de mayo    | 12 al 16         | Diego Gavilán      | 12 de mayo    |
| Sportivo Luqueño    | Héctor Schönhauser      | 28 de mayo    | 12 al 18         | Javier Sanguinetti | 29 de mayo    |
| Deportivo Capiatá   | Héctor Marecos          | 9 de junio    | 12 al 20         | Nelson Bernal      | 9 de junio    |
| Cerro Porteño       | Gustavo Matosas         | 15 de junio   | 8 al 20          | Jorge Núñez        | 15 de junio   |

- En cursiva los técnicos interinos.

## Cobertura televisiva
El canal de cable Tigo Sports es la empresa concesionaria que detenta los derechos exclusivos para la transmisión en directo por TV de los partidos del campeonato. Tiene la potestad de determinar los juegos a ser televisados, así como los días y horarios de los mismos, comunicando su decisión con antelación al Consejo de la División Profesional para el correspondiente anuncio de la programación de una o más jornadas. Además, semanalmente se presenta un resumen con lo mejor de cada fecha en los programas Telefútbol (por señal abierta) y Futboleros (por TV cable y satélite).
Aumento por derechos de TV
El 7 de febrero de 2017, la empresa de telecomunicaciones Tigo y la Asociación Paraguaya de Fútbol anunciaron la firma de un nuevo acuerdo que reajusta el monto a recibir en concepto de derechos de transmisión televisiva. Dicho contrato estipula un incremento del triple de lo percibido anteriormente, por lo que cada uno de los doce clubes integrantes de la Primera División cobrarán de manera anual hasta 2020 la suma de US$ 1.100.000 dólares americanos, en vez de US$ 360.000. La APF recibirá en total por los cuatro años US$ 61,6 millones.

## Patrocinio
La compañía de telefonía celular, Tigo, y la institución bancaria, Visión Banco, son las encargadas de patrocinar todos los torneos realizados por la APF. El vínculo contractual con la primera se concretó a partir de 2008 con la celebración del torneo Apertura del mismo año. En tanto que la relación con el otro espónsor para respaldar cada campeonato comenzó a principios de 2010.
Los premios en efectivo fueron fijados en US$ 70 000 dólares para el campeón (cheques de 40 000 por parte de Tigo y 30 000 de Visión Banco). Por su parte, el subcampeón se acreditó 15 000 de la misma moneda (10 000 de Tigo y 5000 de Visión).

## Clasificación
| Pos. | Equipos             | PJ | PG | PE | PP | GF | GC | Dif. | Pts. |
| ---- | ------------------- | -- | -- | -- | -- | -- | -- | ---- | ---- |
| 1.   | Libertad            | 22 | 15 | 4  | 3  | 40 | 14 | 26   | 49   |
| 2.   | Guaraní             | 22 | 15 | 3  | 4  | 48 | 31 | 17   | 48   |
| 3.   | Olimpia             | 22 | 9  | 9  | 4  | 32 | 23 | 9    | 36   |
| 4.   | Cerro Porteño       | 22 | 11 | 2  | 9  | 26 | 26 | 0    | 35   |
| 5.   | Sol de América      | 22 | 8  | 10 | 4  | 31 | 17 | 14   | 34   |
| 6.   | Independiente (CG)  | 22 | 7  | 8  | 7  | 27 | 27 | 0    | 29   |
| 7.   | General Díaz        | 22 | 6  | 7  | 9  | 22 | 32 | -10  | 25   |
| 8.   | Deportivo Capiatá   | 22 | 7  | 3  | 12 | 21 | 31 | -10  | 24   |
| 9.   | Nacional            | 22 | 5  | 8  | 9  | 24 | 30 | -6   | 23   |
| 10.  | Rubio Ñu            | 22 | 4  | 8  | 10 | 25 | 35 | -10  | 20   |
| 11.  | Sportivo Luqueño    | 22 | 3  | 8  | 11 | 21 | 33 | -12  | 17   |
| 12.  | Sportivo Trinidense | 22 | 1  | 12 | 9  | 23 | 41 | -18  | 15   |

|  |                                                                      |
|  | Campeón y clasificado a Fase de grupos de la Copa Libertadores 2018. |

### Evolución de la clasificación
| Equipo / Fecha      | 01 | 02 | 03 | 04 | 05 | 06 | 07 | 08 | 09 | 10 | 11 | 12 | 13 | 14 | 15 | 16 | 17 | 18 | 19 | 20 | 21 | 22 |
| ------------------- | -- | -- | -- | -- | -- | -- | -- | -- | -- | -- | -- | -- | -- | -- | -- | -- | -- | -- | -- | -- | -- | -- |
| Deportivo Capiatá   | 4  | 6  | 5  | 9  | 9  | 10 | 11 | 10 | 9  | 9  | 10 | 8  | 9  | 10 | 10 | 10 | 10 | 10 | 10 | 10 | 9  | 8  |
| Cerro Porteño       | 1  | 1  | 2  | 5  | 4  | 3  | 4  | 6  | 6  | 6  | 5  | 2  | 4  | 2  | 4  | 4  | 5  | 4  | 4  | 4  | 4  | 4  |
| General Díaz        | 4  | 3  | 7  | 3  | 7  | 4  | 5  | 7  | 7  | 7  | 7  | 7  | 7  | 7  | 7  | 7  | 7  | 7  | 7  | 7  | 7  | 7  |
| Guaraní             | 8  | 5  | 3  | 2  | 6  | 1  | 1  | 2  | 2  | 2  | 3  | 3  | 3  | 4  | 2  | 1  | 2  | 2  | 2  | 2  | 2  | 2  |
| Independiente (CG)  | 6  | 7  | 8  | 4  | 3  | 7  | 3  | 5  | 5  | 5  | 6  | 6  | 6  | 6  | 6  | 6  | 6  | 6  | 6  | 6  | 6  | 6  |
| Libertad            | 3  | 1  | 1  | 1  | 1  | 2  | 2  | 1  | 1  | 1  | 1  | 1  | 1  | 1  | 1  | 2  | 1  | 1  | 1  | 1  | 1  | 1  |
| Nacional            | 9  | 12 | 12 | 12 | 12 | 12 | 10 | 11 | 11 | 11 | 9  | 11 | 10 | 8  | 8  | 8  | 8  | 8  | 8  | 9  | 8  | 9  |
| Olimpia             | 1  | 4  | 4  | 6  | 2  | 6  | 6  | 3  | 4  | 3  | 2  | 4  | 2  | 3  | 5  | 5  | 4  | 3  | 3  | 3  | 3  | 3  |
| Rubio Ñu            | 11 | 9  | 5  | 8  | 8  | 9  | 9  | 9  | 8  | 8  | 8  | 9  | 8  | 9  | 9  | 9  | 9  | 9  | 8  | 8  | 10 | 10 |
| Sol de América      | 6  | 8  | 9  | 7  | 5  | 5  | 7  | 4  | 3  | 4  | 4  | 5  | 5  | 5  | 3  | 3  | 3  | 5  | 5  | 5  | 5  | 5  |
| Sportivo Luqueño    | 9  | 11 | 11 | 11 | 11 | 8  | 8  | 8  | 10 | 10 | 11 | 10 | 11 | 11 | 11 | 11 | 11 | 11 | 11 | 11 | 11 | 11 |
| Sportivo Trinidense | 11 | 9  | 10 | 10 | 10 | 11 | 12 | 12 | 12 | 12 | 12 | 12 | 12 | 12 | 12 | 12 | 12 | 12 | 12 | 12 | 12 | 12 |

|  |                             |
|  | Líder                       |
|  | Con un partido pendiente    |
|  | Con dos partidos pendientes |

## Máximos goleadores
| País                | Jugador          | Equipo             | Goles | Penal |
| ------------------- | ---------------- | ------------------ | ----- | ----- |
| Bandera de Paraguay | Santiago Salcedo | Libertad           | 15    | 5     |
| Bandera de Paraguay | Alfio Oviedo     | Independiente (CG) | 11    | 0     |
| Bandera de Paraguay | Néstor Camacho   | Guaraní            | 10    | 1     |
| Bandera de Paraguay | Brian Montenegro | Olimpia            | 8     | 0     |

### Autogoles
| País                | Jugador          | Equipo              | Rival               | Anotado · Autogol |
| ------------------- | ---------------- | ------------------- | ------------------- | ----------------- |
| Bandera de Paraguay | Roberto Bonet    | Sportivo Trinidense | Olimpia             | 1                 |
| Bandera de Paraguay | Arnaldo Pereira  | Sportivo Luqueño    | Sportivo Trinidense | 1                 |
| Bandera de Paraguay | Álvaro Campuzano | Rubio Ñu            | General Díaz        | 1                 |
| Bandera de Paraguay | José Cañete      | Olimpia             | Nacional            | 1                 |
| Bandera de Brasil   | Edcarlos         | Olimpia             | Libertad            | 1                 |
| Bandera de Paraguay | Eric Cristaldo   | Rubio Ñu            | Deportivo Capiatá   | 1                 |
| Bandera de Paraguay | Eduardo Ledesma  | Deportivo Capiatá   | Sol de América      | 1                 |
| Bandera de Paraguay | Carlos Rolón     | Guaraní             | Nacional            | 1                 |

## Resultados
| Local/Visitante | CAP | CCP | GEN | GUA | IND | LIB | NAC | OLI | RUB | SOL | SLU | TRI |
| --------------- | --- | --- | --- | --- | --- | --- | --- | --- | --- | --- | --- | --- |
| Dep. Capiatá    |     | 1:0 | 1:2 | 1:0 | 0:1 | 1:2 | 2:0 | 1:5 | 1:2 | 0:1 | 0:1 | 0:3 |
| Cerro Porteño   | 2:1 |     | 1:0 | 0:4 | 1:1 | 1:0 | 2:1 | 2:1 | 4:0 | 0:3 | 2:1 | 0:0 |
| General Díaz    | 1:1 | 1:2 |     | 1:2 | 2:1 | 0:2 | 1:1 | 0:0 | 0:3 | 0:5 | 2:1 | 3:0 |
| Guaraní         | 4:2 | 2:1 | 0:0 |     | 3:2 | 2:1 | 1:3 | 3:3 | 2:1 | 2:1 | 4:2 | 4:1 |
| Independiente   | 1:0 | 1:2 | 0:0 | 4:2 |     | 0:2 | 0:2 | 1:1 | 0:1 | 0:0 | 1:0 | 2:2 |
| Libertad        | 0:1 | 2:1 | 3:0 | 3:2 | 2:0 |     | 1:1 | 3:0 | 1:1 | 3:0 | 3:2 | 2:2 |
| Nacional        | 1:2 | 2:0 | 2:4 | 1:2 | 1:2 | 0:1 |     | 2:4 | 0:3 | 1:1 | 0:0 | 1:1 |
| Olimpia         | 2:0 | 2:0 | 2:0 | 0:2 | 1:1 | 0:3 | 0:0 |     | 1:1 | 2:2 | 2:1 | 1:1 |
| Rubio Ñu        | 1:3 | 0:3 | 2:3 | 1:2 | 2:2 | 0:0 | 1:2 | 0:1 |     | 0:1 | 1:1 | 1:1 |
| Sol de América  | 1:1 | 1:0 | 0:0 | 2:2 | 1:1 | 0:1 | 0:0 | 0:1 | 3:0 |     | 1:1 | 3:0 |
| Sp. Luqueño     | 1:1 | 2:0 | 2:1 | 0:1 | 1:2 | 0:3 | 1:2 | 0:0 | 1:1 | 0:3 |     | 0:0 |
| Sp. Trinidense  | 0:1 | 0:2 | 1:1 | 1:2 | 1:4 | 0:2 | 1:1 | 0:3 | 3:3 | 2:2 | 3:3 |     |

|  |                   |
|  | Victoria local    |
|  | Empate            |
|  | Triunfo visitante |

### Primera rueda
| Fecha 1             | Fecha 1   | Fecha 1            | Fecha 1              | Fecha 1      | Fecha 1 |
| Local               | Resultado | Visitante          | Estadio              | Día          | Hora    |
| ------------------- | --------- | ------------------ | -------------------- | ------------ | ------- |
| Libertad            | 3 - 2     | Guaraní            | Dr. Nicolás Leoz     | 3 de febrero | 19:10   |
| General Díaz        | 2 - 1     | Sportivo Luqueño   | Gral. Adrián Jara    | 4 de febrero | 18:00   |
| Sol de América      | 1 - 1     | Independiente (CG) | Luis Alfonso Giagni  | 4 de febrero | 20:10   |
| Rubio Ñu            | 0 - 3     | Cerro Porteño      | Defensores del Chaco | 5 de febrero | 18:00   |
| Nacional            | 1 - 2     | Deportivo Capiatá  | Arsenio Erico        | 5 de febrero | 20:10   |
| Sportivo Trinidense | 0 - 3     | Olimpia            | Defensores del Chaco | 6 de febrero | 19:00   |

| Fecha 2            | Fecha 2   | Fecha 2             | Fecha 2              | Fecha 2       | Fecha 2 |
| Local              | Resultado | Visitante           | Estadio              | Día           | Hora    |
| ------------------ | --------- | ------------------- | -------------------- | ------------- | ------- |
| Independiente (CG) | 0 - 0     | General Díaz        | Defensores del Chaco | 10 de febrero | 19:10   |
| Rubio Ñu           | 1 - 1     | Sportivo Trinidense | La Arboleda          | 11 de febrero | 18:00   |
| Guaraní            | 2 - 1     | Sol de América      | Defensores del Chaco | 11 de febrero | 20:10   |
| Cerro Porteño      | 2 - 1     | Nacional            | Defensores del Chaco | 12 de febrero | 18:00   |
| Deportivo Capiatá  | 1 - 2     | Libertad            | Lic. Erico Galeano   | 12 de febrero | 20:10   |
| Sportivo Luqueño   | 0 - 0     | Olimpia             | Feliciano Cáceres    | 8 de marzo    | 19:00   |

| Fecha 3             | Fecha 3   | Fecha 3            | Fecha 3              | Fecha 3       | Fecha 3 |
| Local               | Resultado | Visitante          | Estadio              | Día           | Hora    |
| ------------------- | --------- | ------------------ | -------------------- | ------------- | ------- |
| Sportivo Trinidense | 3 - 3     | Sportivo Luqueño   | La Arboleda          | 17 de febrero | 18:00   |
| General Díaz        | 1 - 2     | Guaraní            | Gral. Adrián Jara    | 17 de febrero | 20:10   |
| Sol de América      | 1 - 1     | Deportivo Capiatá  | Luis Alfonso Giagni  | 18 de febrero | 18:00   |
| Libertad            | 2 - 1     | Cerro Porteño      | Defensores del Chaco | 18 de febrero | 20:10   |
| Olimpia             | 1 - 1     | Independiente (CG) | Manuel Ferreira      | 19 de febrero | 18:00   |
| Nacional            | 0 - 3     | Rubio Ñu           | Arsenio Erico        | 19 de febrero | 20:10   |

| Fecha 4            | Fecha 4   | Fecha 4             | Fecha 4              | Fecha 4       | Fecha 4 |
| Local              | Resultado | Visitante           | Estadio              | Día           | Hora    |
| ------------------ | --------- | ------------------- | -------------------- | ------------- | ------- |
| Independiente (CG) | 1 - 0     | Sportivo Luqueño    | Gral. Adrián Jara    | 24 de febrero | 18:00   |
| Rubio Ñu           | 0 - 0     | Libertad            | La Arboleda          | 24 de febrero | 20:10   |
| Cerro Porteño      | 0 - 3     | Sol de América      | Defensores del Chaco | 25 de febrero | 18:00   |
| Nacional           | 1 - 1     | Sportivo Trinidense | Arsenio Erico        | 25 de febrero | 20:10   |
| Guaraní            | 3 - 3     | Olimpia             | Defensores del Chaco | 26 de febrero | 18:00   |
| Deportivo Capiatá  | 1 - 2     | General Díaz        | Lic. Erico Galeano   | 26 de febrero | 20:10   |

| Fecha 5             | Fecha 5   | Fecha 5            | Fecha 5              | Fecha 5     | Fecha 5 |
| Local               | Resultado | Visitante          | Estadio              | Día         | Hora    |
| ------------------- | --------- | ------------------ | -------------------- | ----------- | ------- |
| Sportivo Trinidense | 1 - 4     | Independiente (CG) | La Arboleda          | 3 de marzo  | 18:00   |
| Libertad            | 1 - 1     | Nacional           | Dr. Nicolás Leoz     | 3 de marzo  | 20:10   |
| Olimpia             | 2 - 0     | Deportivo Capiatá  | Manuel Ferreira      | 4 de marzo  | 20:10   |
| Sol de América      | 3 - 0     | Rubio Ñu           | Luis Alfonso Giagni  | 5 de marzo  | 18:00   |
| General Díaz        | 1 - 2     | Cerro Porteño      | Defensores del Chaco | 5 de marzo  | 20:10   |
| Sportivo Luqueño    | 0 - 1     | Guaraní            | Feliciano Cáceres    | 15 de marzo | 20:10   |

| Fecha 6           | Fecha 6   | Fecha 6             | Fecha 6              | Fecha 6     | Fecha 6 |
| Local             | Resultado | Visitante           | Estadio              | Día         | Hora    |
| ----------------- | --------- | ------------------- | -------------------- | ----------- | ------- |
| Rubio Ñu          | 2 - 3     | General Díaz        | La Arboleda          | 10 de marzo | 18:30   |
| Guaraní           | 3 - 2     | Independiente (CG)  | Defensores del Chaco | 11 de marzo | 18:00   |
| Nacional          | 1 - 1     | Sol de América      | Arsenio Erico        | 11 de marzo | 20:10   |
| Cerro Porteño     | 2 - 1     | Olimpia             | Defensores del Chaco | 12 de marzo | 18:00   |
| Deportivo Capiatá | 0 - 1     | Sportivo Luqueño    | Lic. Erico Galeano   | 12 de marzo | 20:20   |
| Libertad          | 2 - 2     | Sportivo Trinidense | Dr. Nicolás Leoz     | 13 de marzo | 19:00   |

| Fecha 7             | Fecha 7   | Fecha 7           | Fecha 7             | Fecha 7     | Fecha 7 |
| Local               | Resultado | Visitante         | Estadio             | Día         | Hora    |
| ------------------- | --------- | ----------------- | ------------------- | ----------- | ------- |
| Independiente (CG)  | 1 - 0     | Deportivo Capiatá | Ricardo Gregor      | 17 de marzo | 18:00   |
| General Díaz        | 1 - 1     | Nacional          | Gral. Adrián Jara   | 17 de marzo | 20:10   |
| Olimpia             | 1 - 1     | Rubio Ñu          | Manuel Ferreira     | 18 de marzo | 18:00   |
| Sol de América      | 0 - 1     | Libertad          | Luis Alfonso Giagni | 18 de marzo | 20:10   |
| Sportivo Luqueño    | 2 - 0     | Cerro Porteño     | Feliciano Cáceres   | 19 de marzo | 18:00   |
| Sportivo Trinidense | 1 - 2     | Guaraní           | Martín Torres       | 19 de marzo | 20:10   |

| Fecha 8           | Fecha 8   | Fecha 8             | Fecha 8              | Fecha 8     | Fecha 8 |
| Local             | Resultado | Visitante           | Estadio              | Día         | Hora    |
| ----------------- | --------- | ------------------- | -------------------- | ----------- | ------- |
| Sol de América    | 3 - 0     | Sportivo Trinidense | Luis Alfonso Giagni  | 24 de marzo | 18:00   |
| Rubio Ñu          | 1 - 1     | Sportivo Luqueño    | La Arboleda          | 24 de marzo | 20:10   |
| Nacional          | 2 - 4     | Olimpia             | Defensores del Chaco | 25 de marzo | 18:00   |
| Libertad          | 3 - 0     | General Díaz        | Dr. Nicolás Leoz     | 25 de marzo | 20:10   |
| Deportivo Capiatá | 1 - 0     | Guaraní             | Lic. Erico Galeano   | 26 de marzo | 19:10   |
| Cerro Porteño     | 1 - 1     | Independiente (CG)  | Defensores del Chaco | 19 de abril | 18:45   |

| Fecha 9             | Fecha 9   | Fecha 9           | Fecha 9              | Fecha 9     | Fecha 9 |
| Local               | Resultado | Visitante         | Estadio              | Día         | Hora    |
| ------------------- | --------- | ----------------- | -------------------- | ----------- | ------- |
| Sportivo Luqueño    | 1 - 2     | Nacional          | Feliciano Cáceres    | 29 de marzo | 17:00   |
| Independiente (CG)  | 0 - 1     | Rubio Ñu          | Ricardo Gregor       | 29 de marzo | 18:10   |
| Sportivo Trinidense | 0 - 1     | Deportivo Capiatá | Martín Torres        | 29 de marzo | 19:00   |
| Olimpia             | 0 - 3     | Libertad          | Manuel Ferreira      | 29 de marzo | 19:10   |
| General Díaz        | 0 - 5     | Sol de América    | Gral. Adrián Jara    | 30 de marzo | 19:10   |
| Guaraní             | 2 - 1     | Cerro Porteño     | Defensores del Chaco | 17 de mayo  | 18:45   |

| Fecha 10       | Fecha 10  | Fecha 10            | Fecha 10             | Fecha 10   | Fecha 10 |
| Local          | Resultado | Visitante           | Estadio              | Día        | Hora     |
| -------------- | --------- | ------------------- | -------------------- | ---------- | -------- |
| Nacional       | 1 - 2     | Independiente (CG)  | Arsenio Erico        | 1 de abril | 17:00    |
| Cerro Porteño  | 2 - 1     | Deportivo Capiatá   | Defensores del Chaco | 1 de abril | 19:10    |
| Rubio Ñu       | 1 - 2     | Guaraní             | La Arboleda          | 2 de abril | 17:00    |
| Sol de América | 0 - 1     | Olimpia             | Defensores del Chaco | 2 de abril | 19:10    |
| General Díaz   | 3 - 0     | Sportivo Trinidense | Gral. Adrián Jara    | 3 de abril | 17:00    |
| Libertad       | 3 - 2     | Sportivo Luqueño    | Dr. Nicolás Leoz     | 3 de abril | 19:10    |

| Fecha 11            | Fecha 11  | Fecha 11       | Fecha 11             | Fecha 11   | Fecha 11 |
| Local               | Resultado | Visitante      | Estadio              | Día        | Hora     |
| ------------------- | --------- | -------------- | -------------------- | ---------- | -------- |
| Independiente (CG)  | 0 - 2     | Libertad       | Ricardo Gregor       | 7 de abril | 17:00    |
| Deportivo Capiatá   | 1 - 2     | Rubio Ñu       | Lic. Erico Galeano   | 7 de abril | 19:10    |
| Sportivo Trinidense | 0 - 2     | Cerro Porteño  | Defensores del Chaco | 8 de abril | 17:00    |
| Guaraní             | 1 - 3     | Nacional       | Rogelio S. Livieres  | 8 de abril | 19:10    |
| Olimpia             | 2 - 0     | General Díaz   | Manuel Ferreira      | 9 de abril | 17:00    |
| Sportivo Luqueño    | 0 - 3     | Sol de América | Feliciano Cáceres    | 9 de abril | 19:10    |

### Segunda rueda
| Fecha 12           | Fecha 12  | Fecha 12            | Fecha 12             | Fecha 12    | Fecha 12 |
| Local              | Resultado | Visitante           | Estadio              | Día         | Hora     |
| ------------------ | --------- | ------------------- | -------------------- | ----------- | -------- |
| Independiente (CG) | 0 - 0     | Sol de América      | Ricardo Gregor       | 15 de abril | 17:00    |
| Sportivo Luqueño   | 2 - 1     | General Díaz        | Feliciano Cáceres    | 15 de abril | 17:00    |
| Cerro Porteño      | 4 - 0     | Rubio Ñu            | Defensores del Chaco | 15 de abril | 19:10    |
| Guaraní            | 2 - 1     | Libertad            | Rogelio S. Livieres  | 16 de abril | 17:00    |
| Olimpia            | 1 - 1     | Sportivo Trinidense | Manuel Ferreira      | 16 de abril | 19:10    |
| Deportivo Capiatá  | 2 - 0     | Nacional            | Lic. Erico Galeano   | 17 de abril | 19:10    |

| Fecha 13            | Fecha 13  | Fecha 13           | Fecha 13             | Fecha 13    | Fecha 13 |
| Local               | Resultado | Visitante          | Estadio              | Día         | Hora     |
| ------------------- | --------- | ------------------ | -------------------- | ----------- | -------- |
| Sportivo Trinidense | 3 - 3     | Rubio Ñu           | Martín Torres        | 22 de abril | 17:00    |
| Olimpia             | 2 - 1     | Sportivo Luqueño   | Manuel Ferreira      | 23 de abril | 10:00    |
| Nacional            | 2 - 0     | Cerro Porteño      | Defensores del Chaco | 23 de abril | 17:00    |
| Sol de América      | 2 - 2     | Guaraní            | Luis Alfonso Giagni  | 23 de abril | 19:10    |
| General Díaz        | 2 - 1     | Independiente (CG) | Gral. Adrián Jara    | 24 de abril | 19:10    |
| Libertad            | 0 - 1     | Deportivo Capiatá  | Dr. Nicolás Leoz     | 24 de mayo  | 19:10    |

| Fecha 14           | Fecha 14  | Fecha 14            | Fecha 14             | Fecha 14    | Fecha 14 |
| Local              | Resultado | Visitante           | Estadio              | Día         | Hora     |
| ------------------ | --------- | ------------------- | -------------------- | ----------- | -------- |
| Rubio Ñu           | 1 - 2     | Nacional            | La Arboleda          | 28 de abril | 17:00    |
| Deportivo Capiatá  | 0 - 1     | Sol de América      | Lic. Erico Galeano   | 28 de abril | 19:10    |
| Sportivo Luqueño   | 0 - 0     | Sportivo Trinidense | Feliciano Cáceres    | 29 de abril | 17:00    |
| Independiente (CG) | 1 - 1     | Olimpia             | Defensores del Chaco | 30 de abril | 10:00    |
| Cerro Porteño      | 1 - 0     | Libertad            | Defensores del Chaco | 30 de abril | 17:00    |
| Guaraní            | 0 - 0     | General Díaz        | Rogelio S. Livieres  | 30 de abril | 19:10    |

| Fecha 15            | Fecha 15  | Fecha 15           | Fecha 15             | Fecha 15  | Fecha 15 |
| Local               | Resultado | Visitante          | Estadio              | Día       | Hora     |
| ------------------- | --------- | ------------------ | -------------------- | --------- | -------- |
| Sportivo Luqueño    | 1 - 2     | Independiente (CG) | Feliciano Cáceres    | 5 de mayo | 17:00    |
| Sportivo Trinidense | 1 - 1     | Nacional           | Martín Torres        | 5 de mayo | 19:10    |
| Sol de América      | 1 - 0     | Cerro Porteño      | Defensores del Chaco | 6 de mayo | 19:10    |
| General Díaz        | 1 - 1     | Deportivo Capiatá  | Gral. Adrián Jara    | 7 de mayo | 17:00    |
| Libertad            | 1 - 1     | Rubio Ñu           | Dr. Nicolás Leoz     | 8 de mayo | 17:00    |
| Olimpia             | 0 - 2     | Guaraní            | Manuel Ferreira      | 9 de mayo | 19:10    |

| Fecha 16           | Fecha 16  | Fecha 16            | Fecha 16             | Fecha 16   | Fecha 16 |
| Local              | Resultado | Visitante           | Estadio              | Día        | Hora     |
| ------------------ | --------- | ------------------- | -------------------- | ---------- | -------- |
| Independiente (CG) | 2 - 2     | Sportivo Trinidense | Ricardo Gregor       | 12 de mayo | 17:00    |
| Rubio Ñu           | 0 - 1     | Sol de América      | La Arboleda          | 12 de mayo | 19:10    |
| Nacional           | 0 - 1     | Libertad            | Arsenio Erico        | 13 de mayo | 17:00    |
| Guaraní            | 4 - 2     | Sportivo Luqueño    | Rogelio S. Livieres  | 13 de mayo | 19:10    |
| Deportivo Capiatá  | 1 - 5     | Olimpia             | Lic. Erico Galeano   | 14 de mayo | 10:00    |
| Cerro Porteño      | 1 - 0     | General Díaz        | Defensores del Chaco | 14 de mayo | 19:10    |

| Fecha 17            | Fecha 17  | Fecha 17          | Fecha 17             | Fecha 17   | Fecha 17 |
| Local               | Resultado | Visitante         | Estadio              | Día        | Hora     |
| ------------------- | --------- | ----------------- | -------------------- | ---------- | -------- |
| General Díaz        | 0 - 3     | Rubio Ñu          | Gral. Adrián Jara    | 19 de mayo | 17:00    |
| Sportivo Luqueño    | 1 - 1     | Deportivo Capiatá | Feliciano Cáceres    | 19 de mayo | 19:10    |
| Sportivo Trinidense | 0 - 2     | Libertad          | Martín Torres        | 20 de mayo | 17:00    |
| Sol de América      | 0 - 0     | Nacional          | Luis Alfonso Giagni  | 20 de mayo | 19:30    |
| Olimpia             | 2 - 0     | Cerro Porteño     | Defensores del Chaco | 21 de mayo | 14:45    |
| Independiente (CG)  | 4 - 2     | Guaraní           | Ricardo Gregor       | 21 de mayo | 18:30    |

| Fecha 18          | Fecha 18  | Fecha 18            | Fecha 18             | Fecha 18   | Fecha 18 |
| Local             | Resultado | Visitante           | Estadio              | Día        | Hora     |
| ----------------- | --------- | ------------------- | -------------------- | ---------- | -------- |
| Rubio Ñu          | 0 - 1     | Olimpia             | Antonio Aranda       | 27 de mayo | 18:00    |
| Cerro Porteño     | 2 - 1     | Sportivo Luqueño    | Defensores del Chaco | 28 de mayo | 17:00    |
| Libertad          | 3 - 0     | Sol de América      | Dr. Nicolás Leoz     | 28 de mayo | 19:10    |
| Guaraní           | 4 - 2     | Sportivo Trinidense | Rogelio Livieres     | 29 de mayo | 17:00    |
| Deportivo Capiatá | 0 - 1     | Independiente (CG)  | Lic. Erico Galeano   | 29 de mayo | 18:30    |
| Nacional          | 2 - 4     | General Díaz        | Defensores del Chaco | 29 de mayo | 19:10    |

| Fecha 19            | Fecha 19  | Fecha 19          | Fecha 19             | Fecha 19   | Fecha 19 |
| Local               | Resultado | Visitante         | Estadio              | Día        | Hora     |
| ------------------- | --------- | ----------------- | -------------------- | ---------- | -------- |
| Sportivo Luqueño    | 1 - 1     | Rubio Ñu          | Feliciano Cáceres    | 2 de junio | 17:30    |
| General Díaz        | 0 - 2     | Libertad          | Defensores del Chaco | 2 de junio | 19:30    |
| Independiente (CG)  | 1 - 2     | Cerro Porteño     | Defensores del Chaco | 3 de junio | 16:00    |
| Guaraní             | 4 - 2     | Deportivo Capiatá | Rogelio S. Livieres  | 3 de junio | 18:10    |
| Sportivo Trinidense | 2 - 2     | Sol de América    | Arsenio Erico        | 4 de junio | 16:00    |
| Olimpia             | 0 - 0     | Nacional          | Manuel Ferreira      | 4 de junio | 18:10    |

| Fecha 20          | Fecha 20  | Fecha 20            | Fecha 20             | Fecha 20    | Fecha 20 |
| Local             | Resultado | Visitante           | Estadio              | Día         | Hora     |
| ----------------- | --------- | ------------------- | -------------------- | ----------- | -------- |
| Deportivo Capiatá | 0 - 3     | Sportivo Trinidense | Lic. Erico Galeano   | 9 de junio  | 16:00    |
| Nacional          | 0 - 0     | Sportivo Luqueño    | Defensores del Chaco | 9 de junio  | 18:10    |
| Libertad          | 3 - 0     | Olimpia             | Defensores del Chaco | 10 de junio | 16:00    |
| Rubio Ñu          | 2 - 2     | Independiente (CG)  | Feliciano Cáceres    | 10 de junio | 18:10    |
| Cerro Porteño     | 0 - 4     | Guaraní             | Defensores del Chaco | 11 de junio | 16:00    |
| Sol de América    | 0 - 0     | General Díaz        | Luis Alfonso Giagni  | 11 de junio | 18:10    |

| Fecha 21            | Fecha 21  | Fecha 21       | Fecha 21             | Fecha 21    | Fecha 21 |
| Local               | Resultado | Visitante      | Estadio              | Día         | Hora     |
| ------------------- | --------- | -------------- | -------------------- | ----------- | -------- |
| Independiente (CG)  | 0 - 2     | Nacional       | Ricardo Gregor       | 16 de junio | 18:30    |
| Sportivo Trinidense | 1 - 1     | General Díaz   | Luis Alfonso Giagni  | 17 de junio | 16:00    |
| Deportivo Capiatá   | 1 - 0     | Cerro Porteño  | Lic. Erico Galeano   | 17 de junio | 18:10    |
| Olimpia             | 2 - 2     | Sol de América | Manuel Ferreira      | 18 de junio | 10:00    |
| Guaraní             | 2 - 1     | Rubio Ñu       | Defensores del Chaco | 18 de junio | 16:00    |
| Sportivo Luqueño    | 0 - 3     | Libertad       | Feliciano Cáceres    | 18 de junio | 16:00    |

| Fecha 22       | Fecha 22  | Fecha 22            | Fecha 22             | Fecha 22    | Fecha 22 |
| Local          | Resultado | Visitante           | Estadio              | Día         | Hora     |
| -------------- | --------- | ------------------- | -------------------- | ----------- | -------- |
| General Díaz   | 0 - 0     | Olimpia             | Defensores del Chaco | 22 de junio | 16:00    |
| Cerro Porteño  | 0 - 0     | Sportivo Trinidense | Arsenio Erico        | 22 de junio | 18:10    |
| Sol de América | 1 - 1     | Sportivo Luqueño    | Luis Alfonso Giagni  | 23 de junio | 16:00    |
| Rubio Ñu       | 1 - 3     | Deportivo Capiatá   | La Arboleda          | 23 de junio | 18:10    |
| Nacional       | 1 - 2     | Guaraní             | Defensores del Chaco | 24 de junio | 15:00    |
| Libertad       | 2 - 0     | Independiente (CG)  | Dr. Nicolás Leoz     | 24 de junio | 15:00    |

## Campeón
| Libertad            |
| Libertad 20° título |

## Descenso de categoría

### Puntaje promedio
- Actualizado el 24 de junio de 2017.

El promedio de puntos de un equipo es el cociente que se obtiene de la división de su puntaje acumulado en los torneos disputados en las últimas tres temporadas entre la cantidad de partidos que haya jugado durante dicho período. Este cálculo determinará, al cierre del torneo Clausura de 2017, el descenso a la Segunda División de los equipos que finalicen en los dos últimos lugares de la tabla.
| Pos. | Equipo              | 2015 | 2016 | 2017 | Total | PJ  | Promedio |
| ---- | ------------------- | ---- | ---- | ---- | ----- | --- | -------- |
| 1.   | Guaraní             | 86   | 83   | 48   | 217   | 110 | 1,973    |
| 2.   | Libertad            | 76   | 83   | 49   | 208   | 110 | 1,891    |
| 3.   | Olimpia             | 79   | 90   | 36   | 205   | 110 | 1,864    |
| 4.   | Cerro Porteño       | 96   | 66   | 35   | 197   | 110 | 1,791    |
| 5.   | Sol de América      | 57   | 63   | 34   | 153   | 110 | 1,391    |
| 6.   | Independiente (CG)  | -    | -    | 29   | 29    | 22  | 1,318    |
| 7.   | Deportivo Capiatá   | 54   | 67   | 24   | 145   | 110 | 1,318    |
| 8.   | Sportivo Luqueño    | 57   | 53   | 17   | 127   | 110 | 1,154    |
| 9.   | Nacional            | 43   | 54   | 23   | 120   | 110 | 1,091    |
| 10.  | General Díaz        | 45   | 46   | 25   | 116   | 110 | 1,054    |
| 10.  | Rubio Ñu            | 48   | 48   | 20   | 116   | 110 | 1,054    |
| 12.  | Sportivo Trinidense | -    | -    | 15   | 15    | 22  | 0,682    |

|  |                                         |
|  | En zona de descenso a Segunda División. |

## Síntesis estadística

### Partidos
- Mayor victoria como local: Cerro Porteño 4:0 Rubio Ñu, fecha 12.
- Mayor victoria como visitante: General Díaz 0:5 Sol de América, fecha 9.
- Victorias como local: 41.
- Victorias como visitante: 50.
- Empates: 41.
- Mayor cantidad de espectadores: 26 590 en Cerro Porteño 2:1 Olimpia, fecha 6.
- Menor cantidad de espectadores: 62 en Sportivo Trinidense 1:1 General Díaz, fecha 21.

### Goles
- Mayor número de goles en un partido: 6, repetido en ocho encuentros.
- Equipo con más goles anotados: Guaraní, con 48.
- Equipo con menos goles recibidos: Libertad, con 14.
- Autogoles: 8.
- Goles en el primer tiempo: 156.
- Goles en el segundo tiempo: 184.
- Fecha con más goles: la 6.ta, con 20 conquistas.
- Fecha con menos tantos: la 14.ta, con 7.
- Gol más tempranero:
  -  25 segundos: Alejandro Cañiza (Nacional) vs. Independiente (CG), fecha 21.
- Gol más tardío:
  -  90+5': Nicolás Martínez (Sportivo Trinidense) vs. Rubio Ñu, jornada 13.
- Tripletes o más:
  - 35'  54'  66': Martín Giménez (Sol de América) vs. Cerro Porteño, fecha 4.

### Rachas
- Victorias: Libertad encadenó 7 triunfos consecutivos entre la fecha 16 y la 22.
- Derrotas: Sportivo Trinidense hiló 5 caídas seguidas desde la fecha 7 hasta la 11.
- Invicto: Libertad no perdió durante las primeras 11 jornadas, es decir, no conoció la derrota de forma ininterrumpida en toda la primera rueda. Se cortó en la 12.ma (primera fecha de la segunda rueda) cuando Guaraní lo venció por 2:1.
- Sin ganar: Sportivo Trinidense no logró triunfo alguno durante sus primeros 19 partidos, igualando una marca impuesta por Resistencia en la temporada de 1999.[39] Lo consiguió por primera vez en la fecha 20 al vencer por 0:3 a Deportivo Capiatá. El equipo que ostenta la racha negativa sin victorias más prolongada es Silvio Pettirossi, que en 2008 no ganó durante 33 partidos en fila entre el torneo Apertura y el Clausura.[39]

### Otros datos
- Récord: Ever Hugo Almeida se transformó en el primer entrenador en dirigir a dos equipos en una misma fecha (la 16.ta) en la primera división del fútbol paraguayo: Sportivo Trinidense (12 de mayo de 2017) y Olimpia (dos días después).[40]

## Asistencia y recaudación
La tabla muestra la cantidad de espectadores que acumuló cada equipo en sus respectivos partidos, así como también el monto total recaudado en guaraníes. Se asigna en su totalidad el mismo número de asistentes/pagantes a ambos protagonistas de un juego.
| Pos. | Equipos             | Recaudación   | Pagantes | Asistentes |
| ---- | ------------------- | ------------- | -------- | ---------- |
| 1    | Cerro Porteño       | 4 439 998 000 | 145 645  | 181 515    |
| 2    | Olimpia             | 4 418 673 000 | 121 681  | 169 809    |
| 3    | Rubio Ñu            | 1 336 590 000 | 41 162   | 51 140     |
| 4    | Libertad            | 888 210 000   | 35 408   | 43 312     |
| 5    | Nacional            | 879 075 000   | 28 844   | 37 201     |
| 6    | Guaraní             | 823 335 000   | 30 190   | 41 807     |
| 7    | Sportivo Luqueño    | 730 920 000   | 29 205   | 44 902     |
| 8    | Independiente (CG)  | 578 365 000   | 21 373   | 30 068     |
| 9    | Sol de América      | 495 935 000   | 19 121   | 25 598     |
| 10   | Sportivo Trinidense | 419 975 000   | 15 880   | 24 705     |
| 11   | Deportivo Capiatá   | 409 820 000   | 16 079   | 22 991     |
| 12   | General Díaz        | 295 850 000   | 13 344   | 20 320     |